# Радио Белград 3
Радио Белград 3 (серб. Радио Београд 3) — сербская радиостанция и третья программа общенациональной радиостанции «Радио Белград». Входит в состав Радио и телевидения Сербии. Эфирное вещание осуществляется с 10 ноября 1965 года.

## История
10 ноября 1965 года началось вещание Третьей программы Радио Белграда, организатором и первым главным редактором этой программы был Александр Ацкович (серб. Александар Ацковић). Создание этой программы отвечало необходимости представлять новинки искусства, культуры и науки в традиционном виде, а не путём их популяризации, как было прежде. Изначально программа вещала три раза в неделю по три часа, с 1 января 1966 года она выходила в эфир каждый вечер. 10 ноября 1969 года вещание программы было продлено на 4 часа. В наши дни Радио Белград 3 вещает каждый вечер с 8 вечера до 5 утра на частотах Второй программы (Радио Белград 2).

## Программы в эфире
В эфир выходят следующие передачи:
- Мастера барокко (серб. Мајстори барока)
- Дороги прозы (серб. Путеви прозе)
- Современная сербская музыка (серб. Савремена српска музика)
- Граммофония (серб. Грамофонија)
- Издание воображения (серб. Имагинарна едиција)
- Музей звука (серб. Музеј звука)
- Искусство толкования(серб. Уметност интерпретације)
- С белградских сцен (серб. Са београдских сцена)
- Женщины в музыке (серб. Жене у музици)
- Исследования и обзоры (серб. Студије и огледи)
- Ночные прогулки (серб. Ноћне променаде)